# Clytocerus xylophilus
Clytocerus xylophilus és una espècie d'insecte dípter pertanyent a la família dels psicòdids que es troba a Europa: França.